# 莫與齊 (隆慶進士)
莫與齊（1551年—1588年），字道望，號紹亭，廣西柳州府柳城縣民籍馬平縣人，明朝政治人物。

## 生平
隆慶元年（1567年）丁卯科廣西鄉試第十六名舉人，五年（1571年）中式辛未科會試第二百六十二名，二甲第六十七名進士。户部觀政，初授戶部山西司主事，萬曆六年（1578年）歷升員外郎、郎中，七年出為山東東昌府知府。萬曆十年十一月升山東徐州兵备副使，十一年十月舉邊才，十三年七月論寶應河功，升一級为参政，照旧管事。十六年卒於官，年三十八。

## 家族
曾祖莫汝能，海門知縣；祖父莫大德，知縣 封監察御史；父莫抑，按察司副使。母王氏（封孺人）；前母趙氏（贈孺人）。重慶下。兄莫與京，弟莫與高（萬曆元年舉人）、莫與尚。其子莫元學、其孫莫儔，均舉人出身。